# Vanhan Vaasan kirkkokujanne
L'ancienne avenue de l'église de l'ancien Vaasa (finnois : Vanhan Vaasan kirkkokujanne) ou esplanade de la Cour d'appel de l'ancien Vaasa (finnois : Vanhan Vaasan Hovioikeudenpuistikko)
est un parc du quartier Vanha Vaasa de Vaasa en Finlande.

## Présentation
Le parc est l'un des parcs historiques les plus précieux de Finlande.
C'est le plus ancien parc public du pays.
À l'été 1775, le roi Gustave III rend une ordonnance établissant une nouvelle cour d'appel à Vaasa qui doit construire son propre bâtiment. 
Dans ce cadre, une rue du parc «pour embellir Vaasa et tout le pays» doit être construite.
Le parc de la Cour d'appel est conçu par Carl Fredrik Aldercrantz. 
Une esplanade de quatre rangées de trembles est plantée en 1781. 
Entre 1836 et 1842, les trembles en mauvaise santé sont remplacés par des tilleuls. 
Après l'incendie de Vaasa, la Cour d'appel est transférée dans le nouveau Vaasa et l'ancien bâtiment de la Cour d'appel est transformé en l'église de Mustasaari. 
Aujourd'hui, l'esplanade menant à l'église est un parc populaire.